# Marsyas Silen

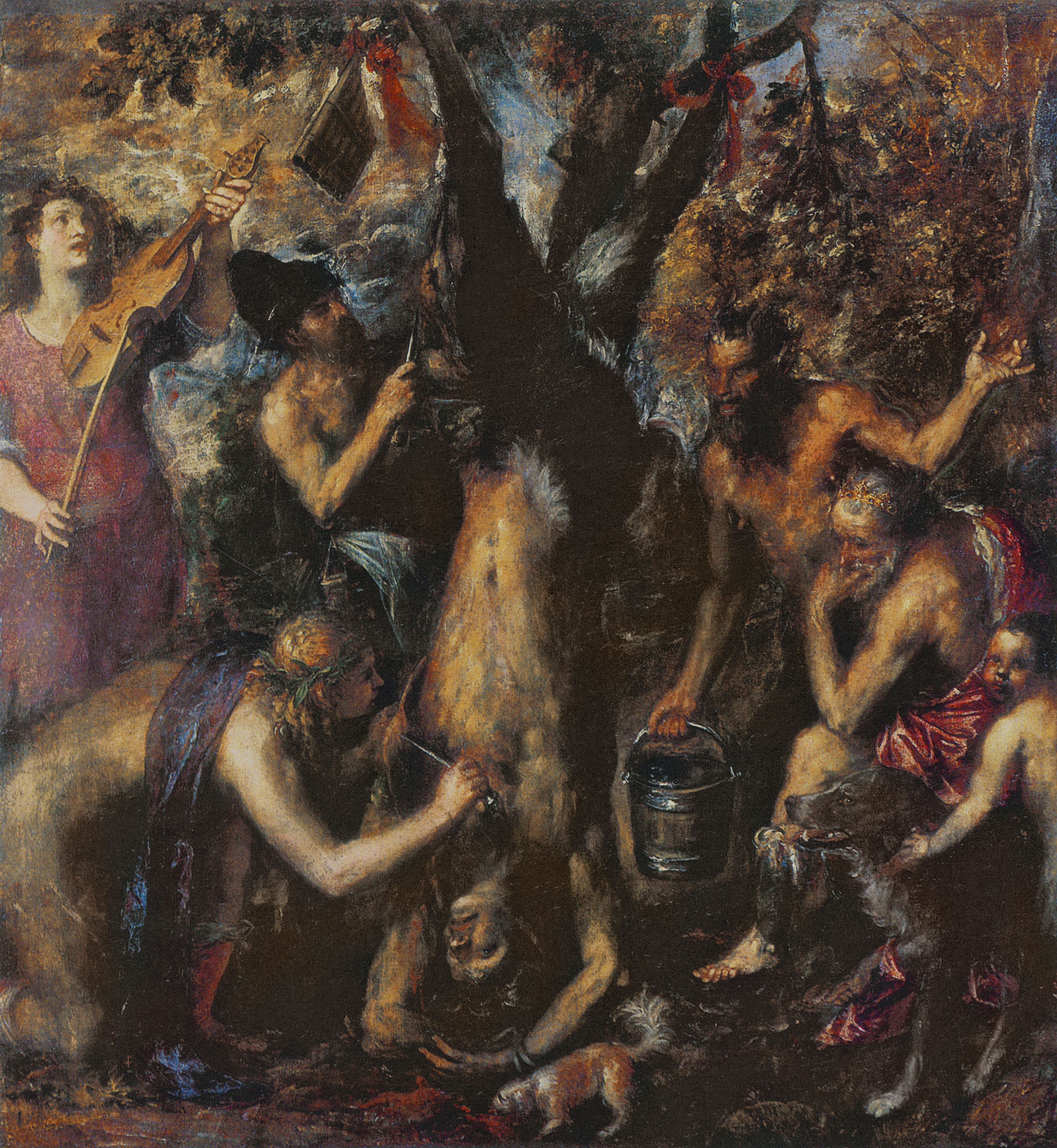
Jupuirea lui Marsyas, o pictură târzie a lui Tiziano Vecellio (Tițian) se află în Galeria Castelului din Kroměříž

Marsyas Silen, considerat inventatorul flautului, era zeul trac al cărui cult era dedicat fertilității și vegetației. 
Sărbătorile de primăvară ale dacilor, popor trac, stau la originea simbolului cu numele de Mărțișor, derivat din numele divinității ce le patrona, Marsyas Silen.